# Grand Prix automobile de Houston
Le Grand Prix automobile de Houston est une manche du championnat Champ Car (anciennement CART) puis de l'IndyCar Series se déroulant sur le parking du Reliant Park à Houston.

## Noms officiels
Les différents noms officiels du Grand Prix automobile de Houston au fil des éditions :
- 1998-2000 : Texaco Grand Prix of Houston
- 2001 : Texaco/Havoline Grand Prix of Houston
- 2006-2007 : Grand Prix of Houston
- 2013 : Shell-Pennzoil Grand Prix of Houston
- 2014 : Shell and Pennzoil Grand Prix of Houston

## Palmarès

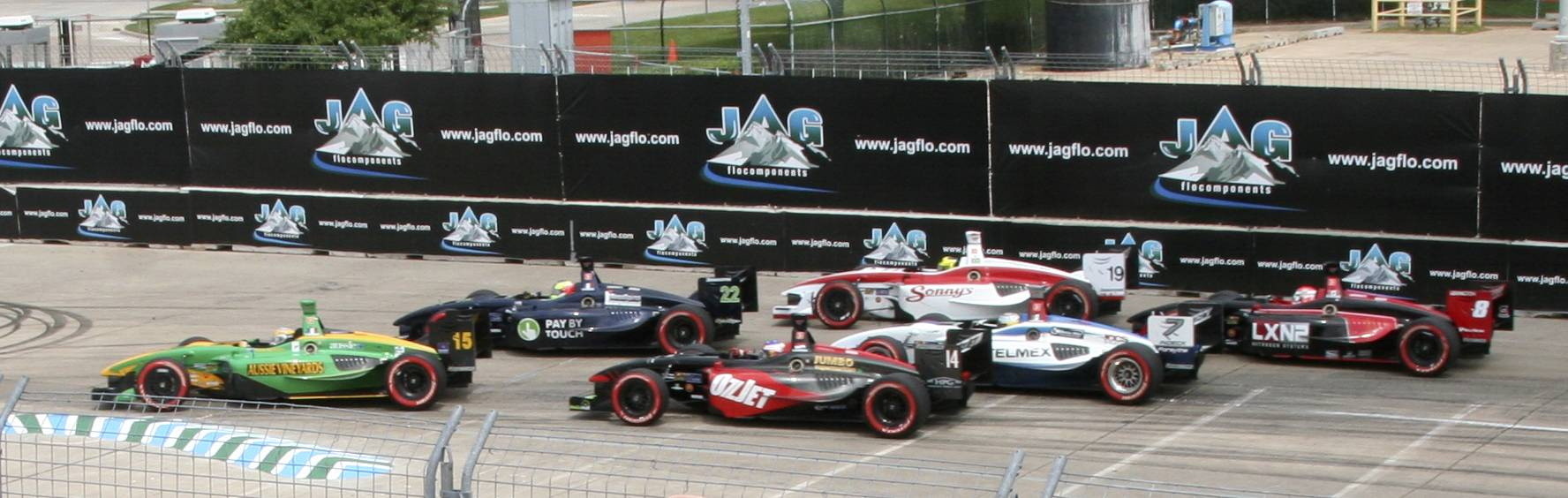
Les monoplaces à l'approche du premier virage en 2007.

### Champ Car/IndyCar
| Année          | Date         | Pilote             | Écurie                       | Châssis   | Moteur        | Distance  | Distance  | Temps           | Vitesse moyenne (km/h) | Résultats |
| Année          | Date         | Pilote             | Écurie                       | Châssis   | Moteur        | Tours     | km        | Temps           | Vitesse moyenne (km/h) | Résultats |
| Champ Car      |              |                    |                              |           |               |           |           |                 |                        |           |
| 1998           | 4 octobre    | Dario Franchitti   | Team KOOL Green              | Reynard   | Honda         | 70*       | 172,02    | 1 h 36 min 30 s | 106,299                | Résultats |
| 1999           | 26 septembre | Paul Tracy         | Team KOOL Green              | Reynard   | Honda         | 100       | 245,7     | 1 h 55 min 31 s | 127,07                 | Résultats |
| 2000           | 1er octobre  | Jimmy Vasser       | Target Chip Ganassi Racing   | Lola      | Toyota        | 100       | 245,7     | 1 h 59 min 02 s | 123,318                | Résultats |
| 2001           | 7 octobre    | Gil de Ferran      | Penske Racing                | Reynard   | Honda         | 100       | 245,7     | 1 h 54 min 42 s | 127,977                | Résultats |
| 2002 – 2005    | Non couru    | Non couru          | Non couru                    | Non couru | Non couru     | Non couru | Non couru | Non couru       | Non couru              | Non couru |
| 2006           | 13 mai       | Sébastien Bourdais | Newman/Haas Racing           | Lola      | Ford Cosworth | 96*       | 261,10    | 1 h 59 min 57 s | 130,605                | Résultats |
| 2007           | 22 avril     | Sébastien Bourdais | Newman/Haas/Lanigan Racing   | Panoz     | Cosworth      | 93        | 251,892   | 1 h 45 min 32 s | 143,209                | Résultats |
| 2008 – 2012    | Non couru    | Non couru          | Non couru                    | Non couru | Non couru     | Non couru | Non couru | Non couru       | Non couru              | Non couru |
| IndyCar Series |              |                    |                              |           |               |           |           |                 |                        |           |
| 2013           | 5 octobre    | Scott Dixon        | Chip Ganassi Racing          | Dallara   | Honda         | 90        | 243,77    | 1 h 54 min 48 s | 123,688                | Résultats |
| 2013           | 6 octobre    | Will Power         | Penske Racing                | Dallara   | Chevrolet     | 90        | 243,77    | 1 h 52 min 29 s | 126,243                | Résultats |
| 2014           | 28 juin      | Carlos Huertas     | Dale Coyne Racing            | Dallara   | Honda         | 80*       | 216,68    | 1 h 51 min 26 s | 113,280                | Résultats |
| 2014           | 29 juin      | Simon Pagenaud     | Schmidt Peterson Motorsports | Dallara   | Honda         | 90        | 243,77    | 1 h 51 min 44 s | 127,108                | Résultats |

- 1998 : Course écourtée en raison d'une forte pluie et d'une faible visibilité. Race shortened due to heavy rainshower that caused poor visibility.
- 2006 : Course écourtée en raison de la limitation de la durée de l'épreuve à ne pas dépasser.
- 2014 : Première course écourtée en raison de la limitation de la durée de l'épreuve à ne pas dépasser.

### Atlantics/Indy Lights
| Année                 | Date         | Vainqueur       |
| Atlantic Championship |              |                 |
| 1998                  | 4 octobre    | Anthony Lazzaro |
| 1999                  | 26 septembre | Andrew Bordin   |
| 2000                  | 1er octobre  | Andrew Bordin   |
| 2001                  | 7 octobre    | Joey Hand       |
| 2006                  | 13 mai       | Andreas Wirth   |
| 2007                  | 22 avril     | Raphael Matos   |
| Indy Lights           |              |                 |
| 2000                  | 1er octobre  | Casey Mears     |
| 2013                  | 6 octobre    | Sage Karam      |